# Leichtathletik-Weltmeisterschaften 1983/Diskuswurf der Frauen

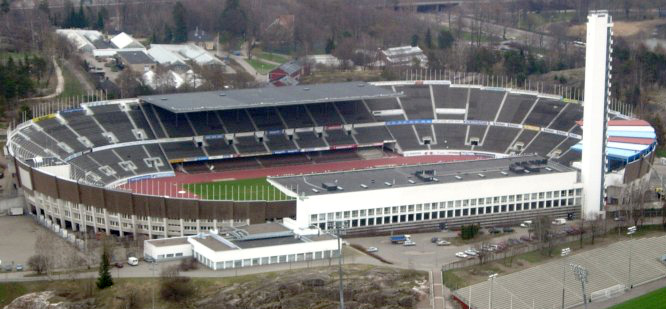
Das Olympiastadion in Helsinki

Der Diskuswurf der Frauen bei den Leichtathletik-Weltmeisterschaften 1983 fand am 9. und 10. August 1983 in Helsinki, Finnland, statt.
21 Athletinnen aus 14 Ländern nahmen an dem Wettbewerb teil. Die Goldmedaille gewann Martina Opitz aus der DDR, spätere Martina Hellmann, mit 68,94 m, Silber ging an die sowjetische Werferin Galina Murašova mit 67,44 m. Die Bronzemedaille sicherte sich die zweifache Olympiazweite (1976/1980) Marija Petkowa aus Bulgarien mit 66,44 m.

## Rekorde
Vor dem Wettbewerb galten folgende Rekorde:
| Weltrekord               | Galina Sawinkowa                                                            | 73,26 m                                                                     | Lesselidse, Sowjetunion                                                     | 22. Mai 1983                                                                |
| Weltmeisterschaftsrekord | Es gab noch keine WM-Rekorde, die Veranstaltung wurde erstmals ausgetragen. | Es gab noch keine WM-Rekorde, die Veranstaltung wurde erstmals ausgetragen. | Es gab noch keine WM-Rekorde, die Veranstaltung wurde erstmals ausgetragen. | Es gab noch keine WM-Rekorde, die Veranstaltung wurde erstmals ausgetragen. |

Der WM-Rekord wurde nach und nach auf zuletzt 68,94 m gesteigert (Martina Opitz aus der DDR, im Finale am 10. August).

## Legende
Kurze Übersicht zur Bedeutung der Symbolik – so üblicherweise auch in sonstigen Veröffentlichungen verwendet:
| – | Versuch ausgelassen |
| x | Fehlversuch         |

## Qualifikation
9. August 1983
Die Qualifikationsweite betrug mindestens 61,00 m, um direkt ins Finale einzuziehen. Acht Athletinnen schafften diese Marke oder warfen weiter, sie sind hellblau unterlegt. Die weiteren Werferinnen, die am Finale teilnehmen durften – die Anzahl der Athletinnen sollte mindestens zwölf sein –, sind jene mit der höchsten geworfenen Weite unterhalb der Qualifikationsweite, sie sind hellgrün unterlegt. Zur Finalteilnahme waren so mindestens 57,82 m zu erbringen.

### Gruppe A
| Platz | Athletin         | Land                            | 1. Versuch (m) | 2. Versuch (m) | 3. Versuch (m) | Weite (m) |
| ----- | ---------------- | ------------------------------- | -------------- | -------------- | -------------- | --------- |
| 1     | Marija Petkowa   | Bulgarien                       | 58,28          | 65,84          | –              | 65,84 CR  |
| 2     | Zdeňka Šilhavá   | Tschechoslowakei                | 64,68          | –              | –              | 64,68     |
| 3     | Martina Opitz    | Deutsche Demokratische Republik | 64,66          | –              | –              | 64,66     |
| 4     | Galina Murašova  | Sowjetunion                     | 64,00          | –              | –              | 64,00     |
| 5     | Svetla Mitkova   | Bulgarien                       | x              | 60,58          | 57,38          | 60,58     |
| 6     | Meg Ritchie      | Vereinigtes Königreich          | 59,28          | x              | 55,92          | 59,28     |
| 7     | Maria Badea      | Rumänien                        | 56,60          | x              | 57,82          | 57,82     |
| 8     | Anne Paavolainen | Finnland                        | 50,54          | 50,72          | 54,92          | 54,92     |
| 9     | Li Xiaohui       | Volksrepublik China             | 52,92          | 51,62          | 54,58          | 54,58     |
| 10    | Maryline Adam    | Vanuatu                         | 33,36          | x              | 31,88          | 33,36     |

### Gruppe B
| Platz | Athletin             | Land                            | 1. Versuch (m) | 2. Versuch (m) | 3. Versuch (m) | Weite (m) |
| ----- | -------------------- | ------------------------------- | -------------- | -------------- | -------------- | --------- |
| 1     | Gisela Beyer         | Deutsche Demokratische Republik | 64,14          | –              | –              | 64,14     |
| 2     | Galina Sawinkowa     | Sowjetunion                     | 63,58          | –              | –              | 63,58     |
| 3     | Florența Crăciunescu | Rumänien                        | 61,50          | –              | –              | 61,50     |
| 4     | Zwetanka Christowa   | Bulgarien                       | 55,24          | 61,50          | –              | 61,50     |
| 5     | Ria Stalman          | Niederlande                     | x              | 60,16          | –              | 60,16     |
| 6     | Ulla Lundholm        | Finnland                        | 53,30          | 57,64          | x              | 57,64     |
| 7     | Carol Cady           | Vereinigte Staaten              | x              | 57,34          | x              | 57,34     |
| 8     | Venissa Head         | Vereinigtes Königreich          | 53,78          | 51,16          | x              | 53,78     |
| 9     | Mariette Van Heerden | Simbabwe                        | 44,58          | 45,22          | 44,28          | 45,22     |
| 10    | Mereoni Vibose       | Fidschi                         | 42,36          | x              | x              | 42,36     |
|       | Juliet Cain          | Nauru                           | x              | x              | x              | NM        |

## Finale
10. August 1983
| Platz | Athletin             | Land                            | 1. Versuch (m) | 2. Versuch (m) | 3. Versuch (m) | 4. Versuch (m)                              | 5. Versuch (m)                              | 6. Versuch (m)                              | Weite (m) |
| ----- | -------------------- | ------------------------------- | -------------- | -------------- | -------------- | ------------------------------------------- | ------------------------------------------- | ------------------------------------------- | --------- |
|       | Martina Opitz        | Deutsche Demokratische Republik | x              | 66,42          | 67,76 CR       | 67,22                                       | 68,74 CR                                    | 68,94 CR                                    | 68,94 CR  |
|       | Galina Murašova      | Sowjetunion                     | x              | 64,82          | 65,96          | 64,80                                       | x                                           | 67,44                                       | 67,44     |
|       | Marija Petkowa       | Bulgarien                       | 62,48          | 66,44 CR       | x              | x                                           | x                                           | x                                           | 66,44     |
| 4     | Zwetanka Christowa   | Bulgarien                       | 65,62          | 65,52          | 63,62          | 62,24                                       | 63,42                                       | 62,90                                       | 65,62     |
| 5     | Gisela Beyer         | Deutsche Demokratische Republik | x              | 65,06          | 65,00          | x                                           | 63,84                                       | 65,26                                       | 65,26     |
| 6     | Zdeňka Šilhavá       | Tschechoslowakei                | 60,58          | 64,18          | 62,76          | x                                           | 64,32                                       | x                                           | 64,32     |
| 7     | Ria Stalman          | Niederlande                     | 61,48          | 63,76          | 62,42          | 59,50                                       | 63,20                                       | 62,92                                       | 63,76     |
| 8     | Meg Ritchie          | Vereinigtes Königreich          | 60,66          | 62,50          | 60,50          | 60,64                                       | x                                           | x                                           | 62,50     |
| 9     | Florența Crăciunescu | Rumänien                        | 55,56          | x              | 62,14          | nicht im Finale der besten acht Werferinnen | nicht im Finale der besten acht Werferinnen | nicht im Finale der besten acht Werferinnen | 62,14     |
| 10    | Svetla Mitkova       | Bulgarien                       | 56,50          | 62,06          | 57,44          | nicht im Finale der besten acht Werferinnen | nicht im Finale der besten acht Werferinnen | nicht im Finale der besten acht Werferinnen | 62,06     |
| 11    | Galina Sawinkowa     | Sowjetunion                     | x              | x              | 59,28          | nicht im Finale der besten acht Werferinnen | nicht im Finale der besten acht Werferinnen | nicht im Finale der besten acht Werferinnen | 59,28     |
| 12    | Maria Badea          | Rumänien                        | 52,64          | 57,96          | 58,10          | nicht im Finale der besten acht Werferinnen | nicht im Finale der besten acht Werferinnen | nicht im Finale der besten acht Werferinnen | 58,10     |

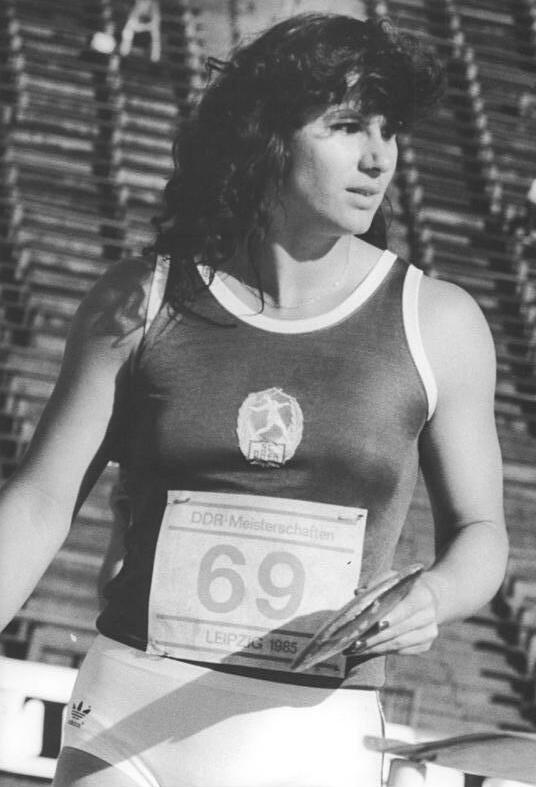
Die Siegerin Martina Opitz  (1985), spätere Martina Hellmann
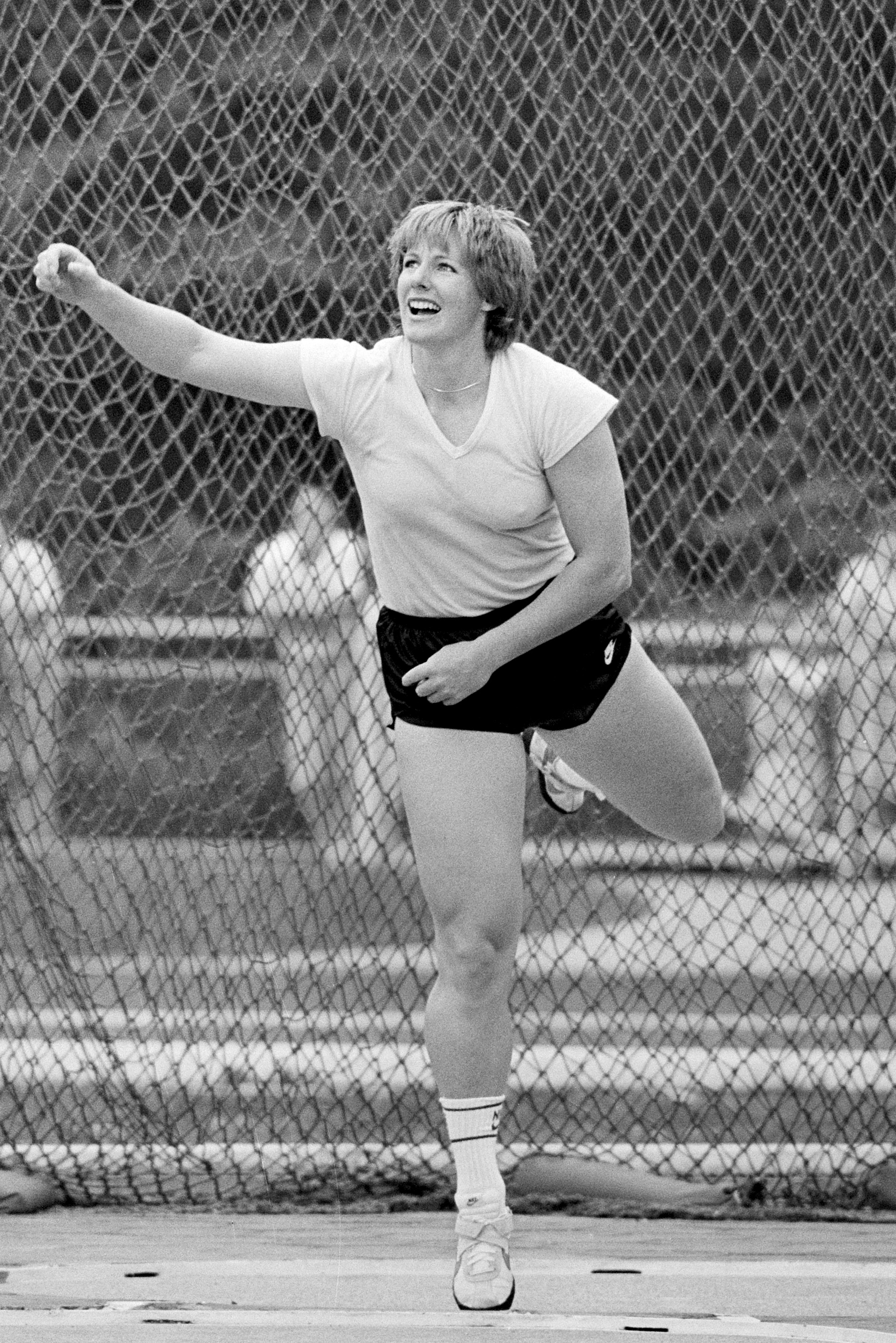
Ria Stalman wurde Siebte
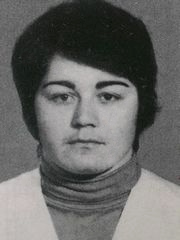
Die neuntplatzierte Florența Crăciunescu

## Video
- 1983 World Championships women's discus throw auf youtube.com, abgerufen am 14. April 2020